# Wagneria ocellaris
Wagneria ocellaris är en tvåvingeart som beskrevs av Henry J. Reinhard 1955. Wagneria ocellaris ingår i släktet Wagneria och familjen parasitflugor. Inga underarter finns listade i Catalogue of Life.